# Armada
Armada je riječka navijačka skupina koja podržava nogometni klub HNK Rijeka nastala 1987. Nastala je okupljanjem tridesetak mladih navijača na terasi robne kuće Rijeka.
Ideja samog naziva navijačke skupine potječe iz Španjolske, preciznije od Nepobjedive armade ili Španjolske armade, španjolske flote koja je trebala izvršiti invaziju na Englesku od koje također i potječe armadina simbolika broda.[nedostaje izvor]

## Povijest
Godine 1958. ulaskom NK Rijeke u Prvu Jugoslavensku ligu je za Rijeku navijao čitav grad. Povratku igrača s kvalifikacijskih utakmica u Kruševcu i Subotici na željezničkom kolodvoru prisustvovao je velik broj navijača, sa zastavama i transparentima u čast NK Rijeke. Kada je ekipa stigla, nastao je opći juriš. Igrači, trener Ognjanon, maser Otmarich i ostali pratioci podignuti su na ramenima navijača i trijumfalno nošeni ulicama centra grada. NK Rijeka dobiva 1964. godine svoj prvi službeno registriran klub navijača, tkzv. Klub navijača Rijeke.
7. lipnja 1966. u klupskim prostorijama se odžala osnivačka skupština Kluba simpatizera i navijača NK Rijeke, što je bio i prvi pokušaj organiziranog udruživanja poklonika riječkog prvoligaša.
Prvi transparent kojega je ova grupa istaknula bio je na polufinalu nogometnog kupa Jugoslavenske države, a ta riječka mlada supkulturna skupina predvodila je nekoliko tisuća navijača Rijeke i na finalu kupa u Beogradu. Navijačka skupina dobiva današnje ime Armada tek 1987. kada se za taj naziv bira na okupljanju tridesetak mladih navijača na terasi kafića robne kuće Rijeka. Glavna gesla navijačkog kluba postaju „Sami protiv svih” i „Forza Fiume”, kao otvoreno protivni akt jugoslavenskoj propagandi koja je tih godina negirala fiumansku kulturu i jezik. Tribine Kantride i Armada postaju kroz 80-te i 90-te leglo iz koje će iznjedriti novi val riječkog lokalpatriotizma.
U prvo vrijeme grupa se zasniva na tadašnjim zapadnjačkim trendovima, svojevrsnim spojem talijanskog i engleskoga stila. Zbog svoje obilate uporabe pirotehnike, praćenja HNK Rijeka na svim gostovanjima širom bivše države i čestim nasiliničkim ispadima, brzo je postala poznata u javnosti. Početkom Domovinskog rata, članovi Armade među prvima odlaze na sva ratišta Hrvatske, odakle se dio njih nikada nije vratio.
To se prvenstveno očitovalo u organizaciji djelovanja svih djelatnosti kroz klub navijača od 1995. Organiziraju gostovanja, vlastiti marketing, koreografiju, izradu rekvizita, pirotehnička sredstva. Armada postaje avangardom navijačke scene u Hrvata, uvođenjem nekih novih trendova i stila podrške Rijeke.
- Grafit uz stadion Kantrida
- Grafit na Kantridi
- Grafit na Kantridi, detalj
- Grafit na Kantridi, detalj
- Grafit na kantridi

## Podgrupe i naselja
- D4
- Over Forty Crew (OFC) (više ne postoji)
- 1. Bojna
- Armada Girls
- Ekipa 94
- Young Boys Hooligans (više ne postoji)
- Samo Rijeka
- Pametni Crew
- Lakrdijaši
- F1
- UN Plavo – bijeli otok (Krk, Cres, Lošinj)
- UN Vavik vjerna Kirija (Kirci)
- Kozala
- Kantrida
- Zamet
- Škurinje
- Srdoči
- Incidenti Turnić
- Matulji (Crazy Matulji Horde)
- Lovran
- Opatija
- Grobničani
- Halubje
- Krnjevo
- Drenova
- Gornja Vežica
- Donja Vežica
- Rujevica
- Pehlin
- Podmurvice
- Istra
- Labin
- Mlaka
- Pećine
- Krimeja
- Trsat
- Brajda
- Campetto
- Rastočine
- Kostrena
- Studena
- Rupa
- Bivio
- Kastav
- Leprinac
- Brgud
- Hreljin

## Ostali sportovi
Osim u nogometu Armada navija i za ostale športske klubove koji predstavljaju grad Rijeku i Kvarner. To su RK Zamet u rukometu, VK Primorje EB u vaterpolu, KK Kvarner 2010 u košarci i HMNK Rijeka u malom nogometu.

## Vanjske poveznice
- Službena stranica  Arhivirana inačica izvorne stranice od 1. kolovoza 2009. (Wayback Machine)